# Comté de Jewell
Le comté de Jewell est l’un des 105 comtés de l’État du Kansas, aux États-Unis. Il a été fondé le 26 février 1887.
Siège : Mankato.

## Géolocalisation
| Comté de Webster (Nebraska) |                   | Comté de Nuckolls (Nebraska) |
| Comté de Smith              | Comté de Jewell   | Comté de Republic            |
| Comté d'Osborne             | Comté de Mitchell | Comté de Cloud               |

## Démographie
Voici la pyramide des âges basée sur le recensement de 2000 : 